# Turecká invaze na Kypr
Turecká invaze na Kypr byla invaze turecké armády na ostrovní stát Kypr, která proběhla ve dnech 20. července až 18. srpna 1974 jako odpověď na pogromy páchané na turecky mluvících obyvatelích Kypru (viz Krvavé Vánoce a následující pogromy) které vyústily ve státní převrat. Krycí jméno invaze bylo operace Atilla.
Za převratem stála řecká vojenská junta, samotný puč provedla Kyperská národní garda ve spolupráci s EOKA B. Byl sesazen kyperský prezident arcibiskup Makarios III. a místo něj dosazen Nikos Sampson, který byl zastáncem myšlenky enosis, spojení Kypru s Řeckem.
Podkladem pro tureckou invazi byla smlouva o vzniku Kyperské republiky, kdy Velká Británie, Turecko a Řecko garantovaly jednotnost Kypru s tím, že nebude připojen ani k Turecku, ani k Řecku. Turecko tedy, coby garant podepsané smlouvy, po pogromech na tureckém obyvatelstvu a poté, co Řekové chtěli Kypr připojit k Řecku (enosis, což přímo podporovala – v rozporu se smlouvou – řecká vláda), vstoupilo po převratu na kyperské území.
V červenci 1974 zaútočily turecké jednotky a obsadily 3 % rozlohy ostrova předtím, než byl vyhlášen klid zbraní. Následkem toho se řecká vojenská junta zhroutila a byla nahrazena demokratickou vládou, která ale stále podporovala enosis a nebyla schopna zabránit masakrům tureckého obyvatelstva. V srpnu 1974 poté, co Řekové opět vyvraždili mnoho tureckých vesnic, turecká armáda postupně zabrala 40 % ostrova. Linie příměří ze srpna se stala nárazníkovou zónou OSN, které se říká „Zelená linie“.
Více než jedna čtvrtina obyvatel Kypru byla odsunuta ze severní části ostrova, kde do té doby tvořili 80 % obyvatelstva kyperští Řekové. O rok později došlo také k migraci přeživších 60 000 kyperských Turků z jihu na sever. Turecká invaze skončila rozdělením ostrova podle Zelené linie, která dělí Kypr i v současnosti. 
Zástupci obou kyperských států jednali poté mnohokrát v Londýně o opětovném sjednocení ostrova, kdy představitelé tureckých Kypřanů požadovali autonomii v rámci federativního uspořádání, aby zajistili bezpečnost a zabránili útlaku turecky mluvícího obyvatelstva. Toto bylo ale řeckými Kypřany opakovaně odmítáno. Poté, co se jednání bez výsledku vlekla 9 let, severokyperští představitelé vyhlásili samostatnou republiku. Roku 1983 vyhlásila nezávislost Turecká republika severního Kypru, ačkoliv je dosud uznána pouze Tureckem. 
Mezinárodní komunita považuje území Turecké republiky severního Kypru za území patřící Kyperské republice, které je okupováno tureckými oddíly. Díky neuznání Severokyperské republiky a proto, že Kyperská republika odmítá sjednocení, je Severní Kypr ekonomicky i politicky závislý na Turecku (díky neuznání a nesjednocení s ním nelze napřímo obchodovat atd.)